# Musique limousine
Genres associés
musique folk
néo-trad
musique auvergnate
(musique occitane)
La musique limousine est la musique traditionnelle du territoire correspondant au moins à la province historique française du Limousin, et davantage l'ancienne région administrative du même nom, voire encore plus justement l'aire culturelle fondée sur la zone traditionnelle de locution de l'occitan limousin. Suivant cette dernière acception, ce territoire correspond approximativement aux trois départements de la Corrèze, de la Creuse et de la Haute-Vienne, ainsi qu'à des marges de quelques départements voisins, dans le sud-ouest de la France.
La musique limousine est une des variantes locales de la musique occitane, aux côtés de la musique auvergnate par exemple. Elle présente aussi des caractéristiques voisines des musiques de tradition d'oïl du Berry ou du Poitou.
Au-delà, plusieurs spécificités instrumentales (la chabrette), rythmiques, socio-culturelles (comme le rôle des migrations économiques récurrentes dans la fabrique des traditions) ou liées au répertoire chanté justifient que l'on parle de traditions proprement limousines. Cependant, le territoire recèle des pratiques parfois très localisées et donc très variées. Françoise Étay parle ainsi de la région comme d'une « mosaïque à grands carreaux » ; par exemple, certaines traditions de l'est du territoire (Combrailles, Xaintrie) présenteront d'importantes similitudes avec les traditions de pays auvergnats tels l'Artense, le Mauriacois ou le Bourbonnais.
Le terme de musique traditionnelle limousine renvoie aux traditions populaires recueillies aux XIXe et XXe siècles, mais aussi par extension aux pratiques d'interprétation ou de ré-interprétation et de recréation observées dès lors et aujourd'hui encore, revendiquant une filiation avec les traditions précitées.
Les traditions musicales limousines sont indissociables de traditions de danses bien identifiées et documentées, dont la bourrée et la sautière sont les plus spécifiques.

## Histoire

### Quelles origines?

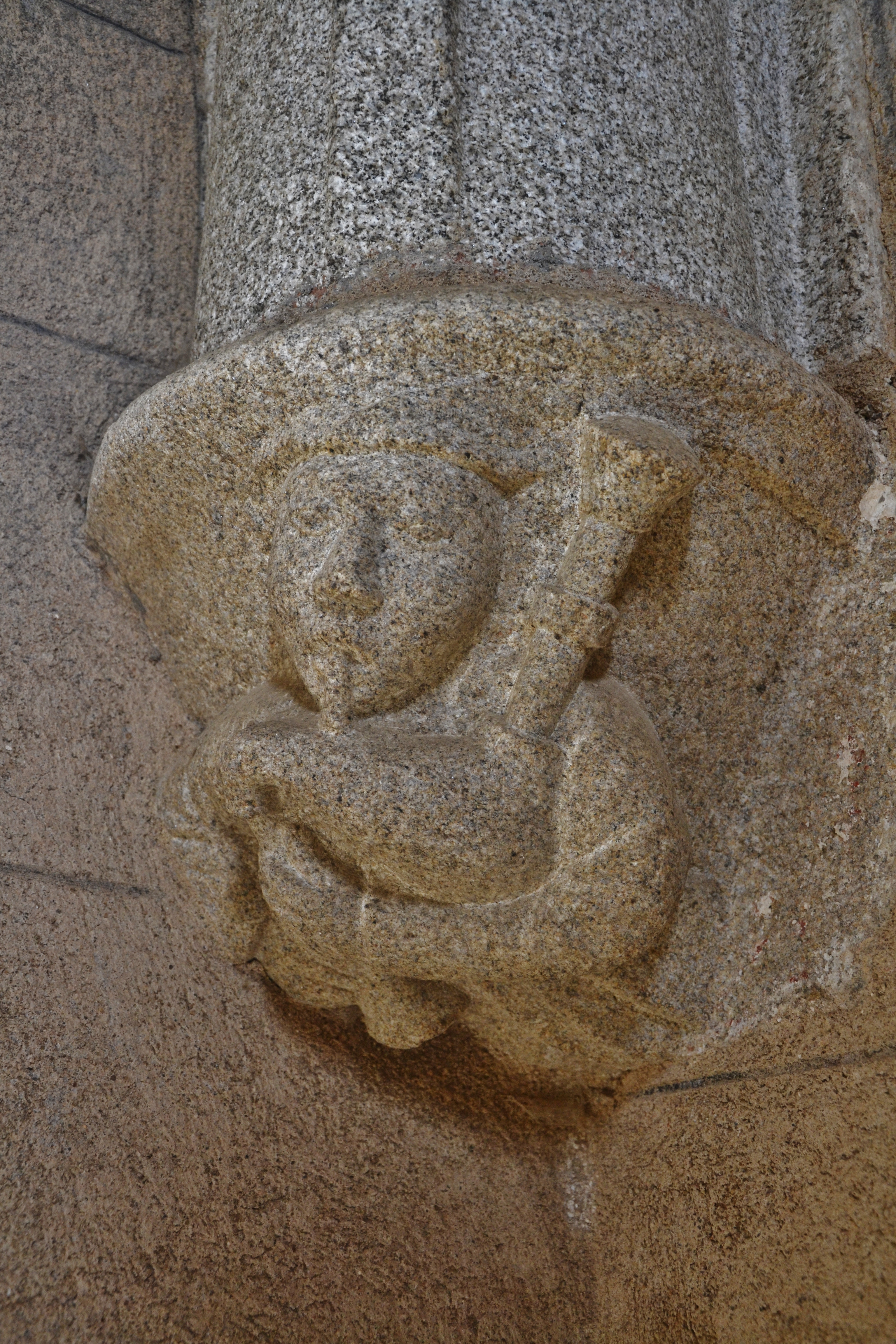
Joueur de cornemuse sur un chapiteau de l'ancienne église d'Oradour-sur-Glane (Haute-Vienne), XIIe siècle.

Il est difficile de relier les traditions populaires limousines, de transmission orale, à des pratiques pluriséculaires. On peut affirmer qu'elles sont issues des pratiques de communautés essentiellement rurales, comme c'est le cas d'un grand nombre de traditions musicales occidentales, identifiées au début de l'époque contemporaine. Elles ont aussi été largement façonnées par les mouvements migratoires qui ont apporté leur lot d'influences extérieures, a fortiori urbaines,. À partir du XIXe siècle, les sociétés citadines composées de nombreux ruraux expatriés ont contribué à enrichir et renouveler le répertoire rural en intégrant des danses importés de l'étranger (mazurka, polka), ou en adaptant leurs propres instruments (c'est le cas de la cabrette inventée par les Auvergnats de Paris). Les traditions de cornemuses doivent probablement en partie à la pratique de la musette de cour. En retour, les musiques populaires ont aussi inspiré la musique savante (Camille Saint-Saëns et sa Rhapsodie d'Auvergne par exemple).

### Premiers collectages, premières re-créations

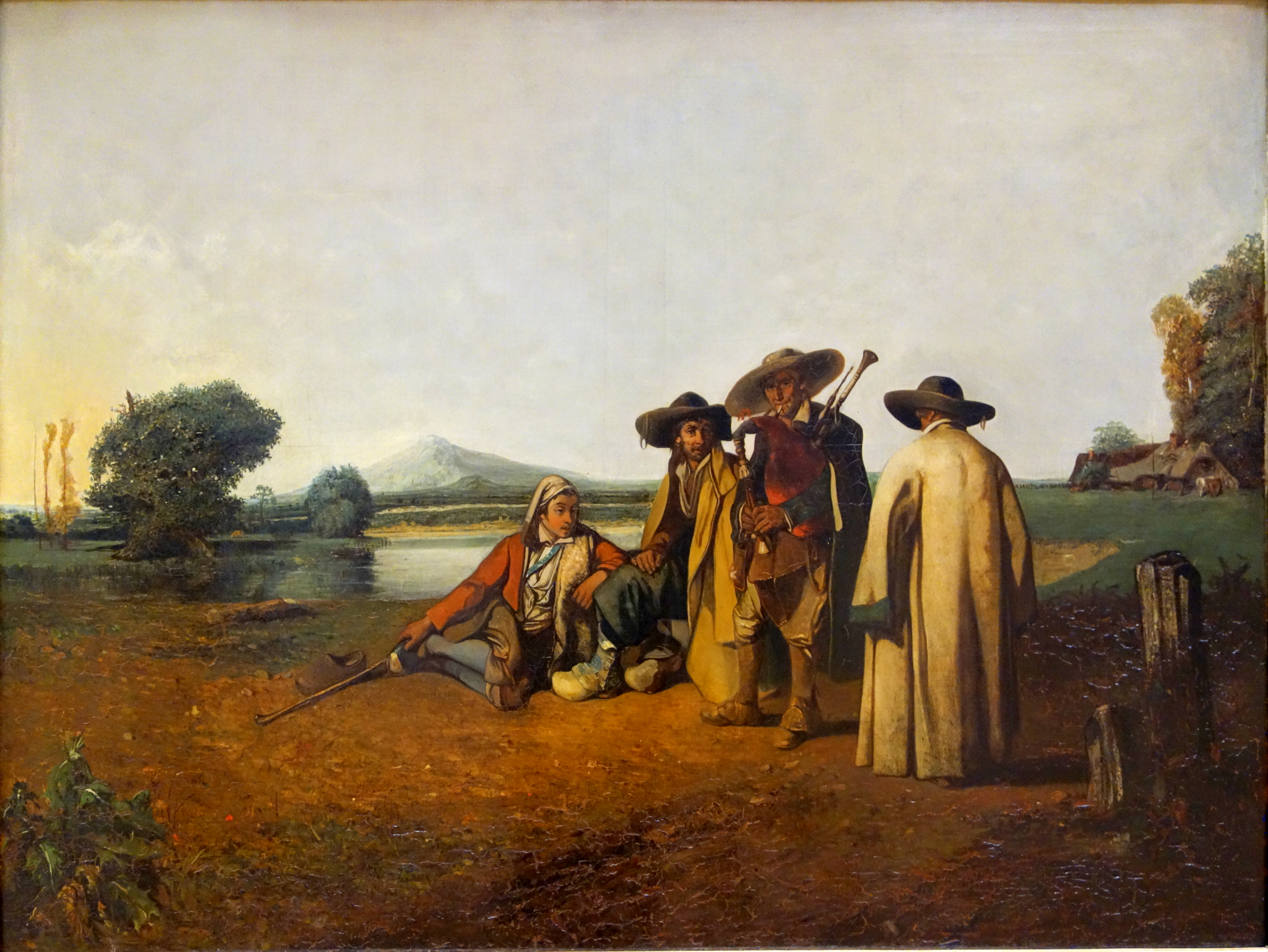
Contrairement à ce que semble indiquer le titre de l'œuvre, les paysans peints ici par Jeanron n'ont probablement rien de limousin.

Les premiers collectages sont écrits : dans les années 1850, plusieurs informateurs corréziens contribuent au Recueil des poésies populaires de la France d'Hippolyte Fortoul ; certains comme Oscar Lacombe collectent même en autonomie. George Sand (Les Maîtres sonneurs, Le marquis de Villemer) ou Alfred Assollant évoquent les pratiques de musique populaire du centre de la France dans leur œuvre littéraire. Les peintres représentent peu les traditions musicales : Paysans limousins de Philippe-Auguste Jeanron mentionne de façon très certainement abusive une scène limousine ; le paysage comme l'allure des personnages ne paraissent pouvoir attester cette hypothèse.
Le XIXe siècle est aussi marqué par un essor des pratiques facilité par la plus grande accessibilité des instruments : l'abolition des privilèges et des corporations permet à un nombre croissant de personnes d'acquérir des instruments et donc de diffuser les airs. Les chorales et ensembles instrumentaux développés par les Limousins de Paris à partir des années 1890 (comme la chorale de l'Orphéon limousin de Jean Clément) et les bals organisés par cette « colonie » (notamment par la Ruche corrézienne) contribuent aussi à la popularisation des airs du pays,, collectés par quelques figures comme le peintre saint-juniaud Jean Teilliet. L'accordéon investit le répertoire régional.
Dans le même temps, de nombreux musiciens et poètes (François Sarre ou Jean Rebier par exemple) commencent à renouveler le répertoire en signant des compositions inédites. Les musiciens sont influencés par le mouvement félibréen : bien souvent les airs sont doublés de paroles en occitan limousin. Certaines de ces créations intègrent rapidement un corpus perçu encore aujourd'hui comme traditionnel. Les groupes folkloriques qui naissent au début du XXe siècle (L'Eicola dau barbichet, L'Eicola de la Brianço) présentent dans des « reconstitutions » en costumes spectaculaires des airs traditionnels et des compositions. Une partie du mouvement folkloriste, qui prétend pratiquer une tradition immuable et authentique, se compromet pendant l'Occupation. Mais une autre partie demeure populaire même après-guerre, portée par les succès musette tels Bruyères corréziennes (Jean Ségurel).
Au XXe siècle, les collectages deviennent sonores. Pour ses Archives de la parole, Ferdinand Brunot prospecte en 1913 en Corrèze, et y enregistre plusieurs airs chantés,. Dans les années 1930 à 1960, plusieurs enregistrements commerciaux (ceux de Martin Cayla notamment) permettent aussi de fixer et populariser une partie du répertoire ; l'essor du bal musette y contribue entre autres par la voix de Jacques Mario, auteur compositeur, l'un des chanteurs de l'accordéoniste corrézien Jean Ségurel, qui lui-même a appris d'oreille dans sa jeunesse. Dans les années 1950 et 1960, la radio locale (Robert Dagnas pour son émission Chez nous sur Radio France Limoges ou Antoinette Cougnoux et Jean Ségurel pour Le Limousin sur les ondes par exemple) joue un rôle dans la sauvegarde de chants et airs traditionnels. Les enquêtes du Musée national des Arts et Traditions populaires laissent peu de traces mais constituent un autre exemple des collectages à cette époque.

### Le renouveau folk
Les années 1970 et 1980 sont marquées en France par la vague du « renouveau folk », en partie stimulée par les contestations populaires des années 1960 qui aux États-Unis notamment mettent en lumière les cultures afro-américaines. En France, et notamment en Limousin, ce sont avant tout des anglo-saxons qui mettent en évidence la richesse du patrimoine musical hexagonal : Hugh Shields publie un disque French folk songs from Correze, John Wright entame de premiers collectages dans la région, au côté d'autres musiciens, originaires ou non du Limousin, engagés dans les premiers folk-clubs du pays (Le Bourdon à Paris et surtout La Chanterelle à Lyon). Le musicien folk Pete Seeger invite même les « jeunes gens » qui s'intéressent aux traditions nord-américaines à ne pas se laisser « coca-colaniser » et donc à étudier leurs propres traditions.
Les collecteurs du mouvement revivaliste, qui s'érigent tant contre les codes de la musique savante, ceux d'une ethnomusicologie parfois perçue comme réactionnaire et prédatrice et ceux des groupes folkloriques, ont mis un point d'honneur à concilier collecte, apprentissage, jeu et transmission de ce patrimoine musical,. Parmi leurs idéaux figure la volonté de valoriser les cultures minoritaires comme créatrices de nouvelles sociabilités. Cet intérêt pour le milieu rural est assez novateur, alors que les traditions paysannes demeurent dans certaines consciences associées au ruralisme idéologique du régime de Vichy. Quelques collectages sont également réalisés en milieu urbain, notamment auprès des témoins du quartier populaire des Ponts à Limoges,,. Dans les années 1970 et 1980, quelques groupes réputés mettent en valeur ce patrimoine, comme Le Grand Rouge.
Ces nombreux collectages, réalisés pour la plupart à partir du début des années 1970 et jusque dans les années 1990, ont permis dans l'urgence de restituer et de conserver des airs des joueurs qui disparaissent pour les derniers au seuil des années 2000. Parmi ces musiciens collectés, figurent notamment les « vielleux » et « violoneux », de la montagne limousine, la vielle à roue (en Creuse) et le violon (sur les hauteurs du plateau de Millevaches) étant deux instruments emblématiques du patrimoine musical régional. À ces deux pratiques instrumentales, s'ajoutent l'accordéon diatonique et la chabrette (cornemuse limousine, sauvée de l'oubli et érigée en emblème régional) ; ces quatre instruments sont ceux qui ont le plus laissé de traces musicales au XXe siècle. La chabrette est néanmoins le seul instrument qui soit réellement spécifique au Limousin, et dont seulement trois musiciens ont pu être enregistrés.

### Institutionnalisation
La pratique contemporaine des musiques de tradition a été facilitée et entretenue par la création, en 1971, à Limoges, de l'Association des Ménétriers du Massif Central, une des premières associations nationales de formation mutualisée en musique et en danses traditionnelles, puis de l'association des Musiciens routiniers et plus tard encore, en 1987, du premier département de « musiques et danses traditionnelles » en France, au sein du Conservatoire à rayonnement régional de Limoges (à l'époque conservatoire national de région),. Y sont depuis et encore en 2025 enseignés la pratique des danses et ensembles musicaux traditionnels (et pas folkloriques) et cinq instruments : la vielle à roue, la cornemuse du Centre, le violon, l'accordéon diatonique et la chabrette limousine.
Première nationale, le Conservatoire a également mis en place en 1998 un diplôme d'études musicales spécialité musique traditionnelle, qui prépare en deux ans les candidats aux épreuves de culture musicale et de pratique instrumentale et collective,, et dont un nombre important de lauréats évolue depuis dans le milieu musical professionnel.

## Répertoire traditionnel

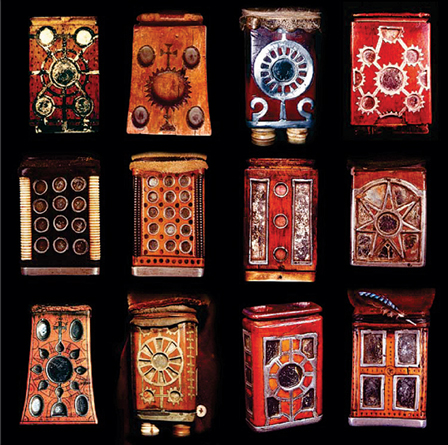
Boîtiers ornés de chabrettes limousines, sources de nombreuses interprétations.

### Instruments
La tradition de violon corrézien (à rattacher à une pratique commune dans l'ouest du Massif central) et la pratique originale de la chabrette constituent selon Françoise Étay deux des principales singularités musicales du Limousin.
Petite cornemuse très ornée, la chabrette est considérée comme héritière d'une cornemuse du Poitou jouée à la Renaissance, qui elle-même fut pratiquée à la Cour avant de gagner les campagnes du Centre-Ouest de la France et de perdurer plus longtemps en Limousin. Sa facture a été arrêtée au cours du XXe siècle, avant que quelques passionnés ne redécouvrent le corpus instrument d'instruments et n'entreprennent d'en relancer le jeu et la fabrication.
La tradition de vielle à roue est historiquement particulièrement présente en Creuse, en raison de la proximité du centre de production d'instruments de Jenzat, dans l'Allier. Elle s'est particulièrement développée au XIXe siècle, à l'époque où cet instrument était perçu comme bucolique et donc archétypal d'une tradition populaire et authentique.
Importé en France avec les migrations économiques de la Révolution industrielle, notamment en provenance d'Italie, l'accordéon diatonique prospère rapidement par la richesse harmonique et rythmique qu'il permet d'introduire dans les pratiques musicales. Il bénéficie spécifiquement en Limousin du développement de deux fabriques, Dedenis à Brive-la-Gaillarde, puis Maugein à Tulle. Maugein demeure en activité jusqu'à sa liquidation judiciaire en 2024 ; il s'agit alors de la dernière entreprise de fabrication d'accordéons en France,.
La pratique du violon, très énergique, semble avoir été très vivace dans la Montagne limousine, où la majorité des collectages ont été réalisés.

Instruments les plus couramment pratiqués
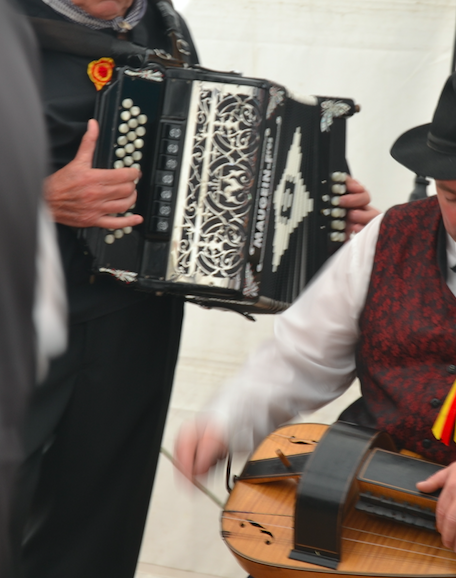
Joueur de vielle à roue et d'accordéon Maugein
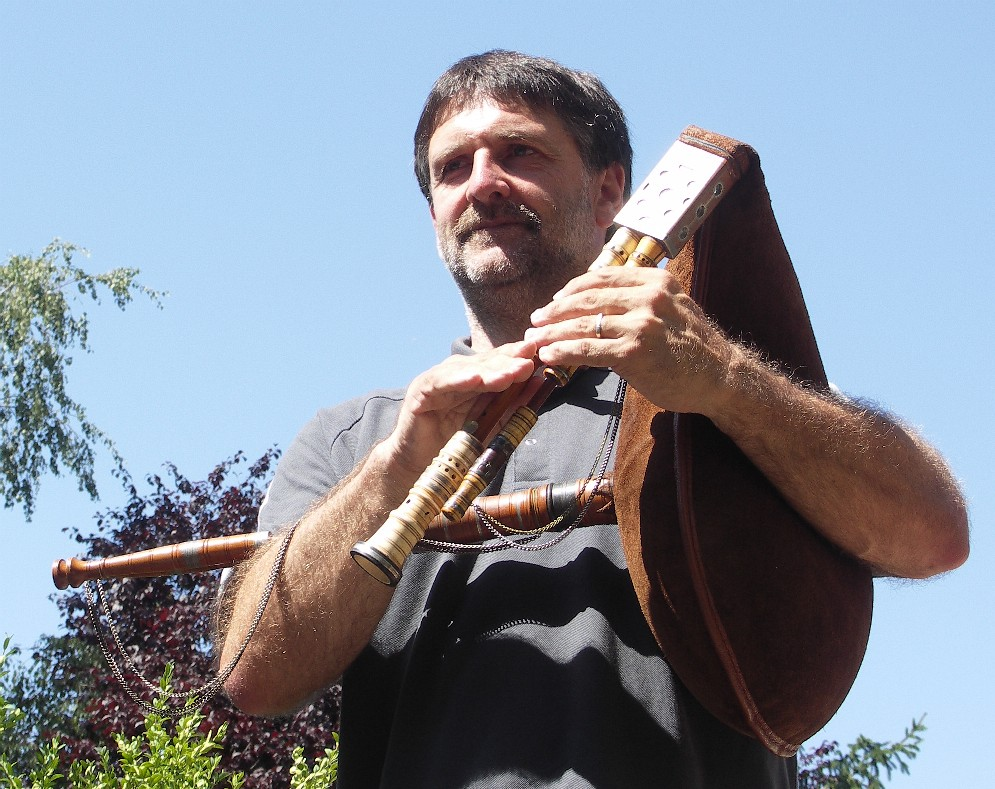
Joueur de chabrette (chabretaire)
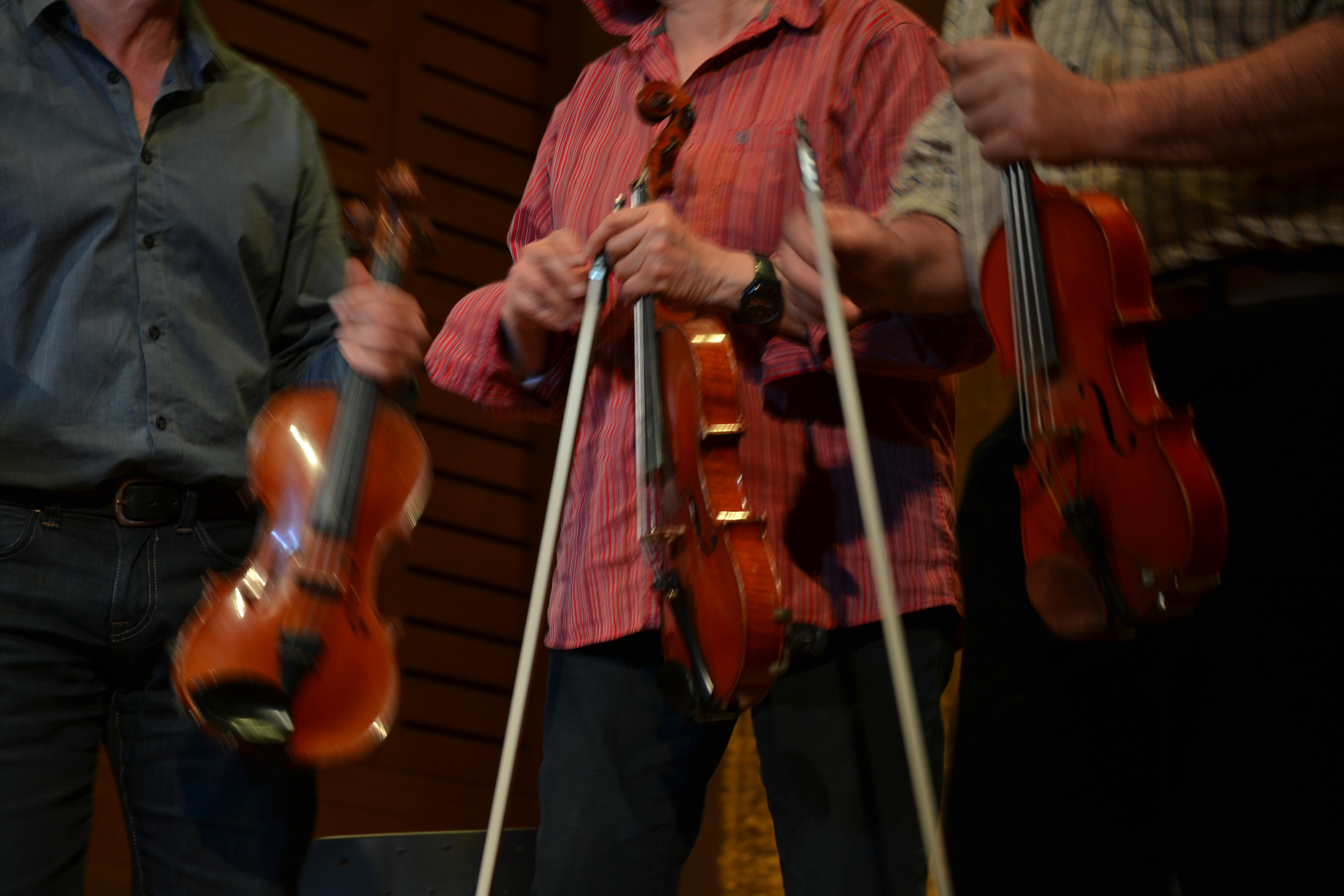
Violoneux
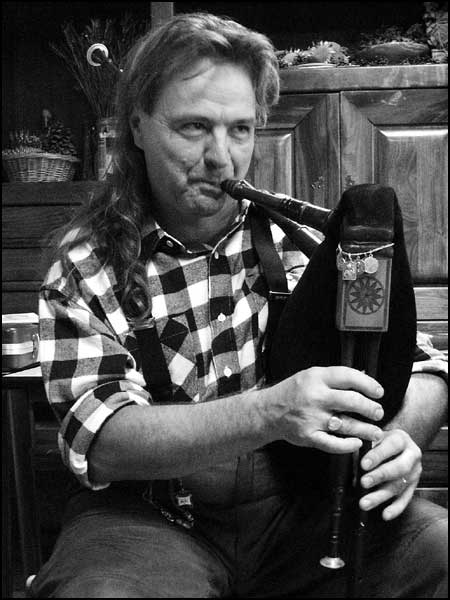
Cornemuse dite Centre France

#### Facture d'instruments
Initiés ou inspirés par une facture pluriséculaire, quelques luthiers se sont engagés dans un travail d'étude et de fabrication d'instruments, souvent destinés à leur propre pratique musicale. Il peut s'agir d'instruments fidèles à la tradition, ou cherchant à la réinterpréter comme dans le cas de la « vielle géante » à moteur électrique de Philippe Destrem et Jean-Michel Ponty et de la lutherie originale du premier cité.

### Chanson
Les chansons collectées sont très largement marquées par un contexte paysan et rural en voie de disparition depuis le milieu du XXe siècle. Elles décrivent avant tout les temps forts de la vie paysanne : mariages, départs à la guerre, fêtes populaires, migrations économiques saisonnières comme celles des maçons de la Creuse,,, ou encore les paysages du Limousin. Parmi les chansons les plus connues, figurent Le cœur de ma mie, Le Turlututu ou Toine de Glandon.
Depuis la fin du XIXe siècle, plusieurs générations de poètes et compositeurs (Joseph Mazabraud, François Célor, Lucien Lansade, Jacques Mario, Clody Musette, François Sarre, Jan dau Melhau, Didier Garlaschi, Bernard Comby...) ont aussi enrichi et renouvelé un répertoire de chansons qui par leur langue, leur évocation du territoire, leur inspiration esthétique et instrumentale, à la fois puisent dans une tradition (et les collectages) et contribuent à la renouveler.

### Répertoire de danses

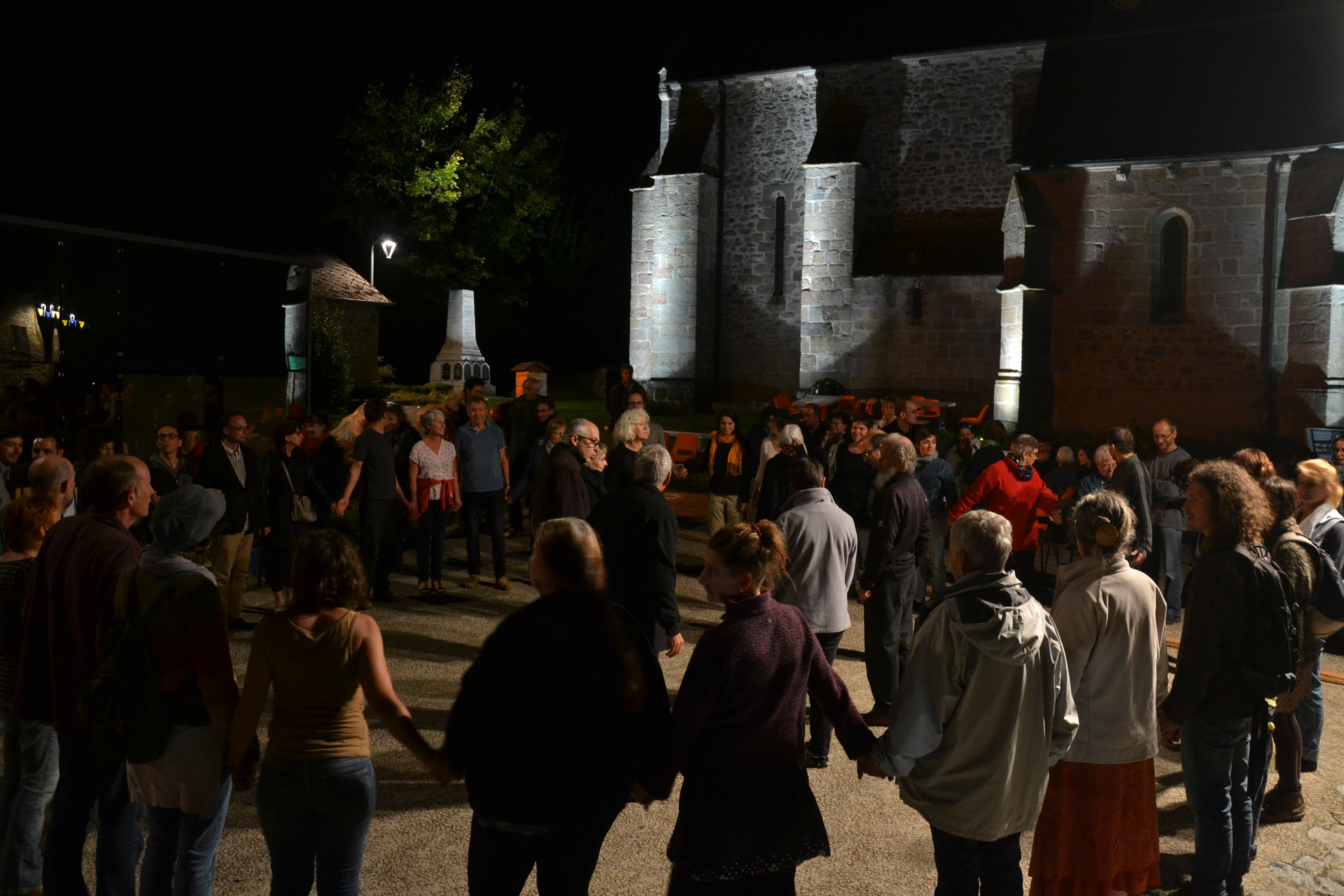
Danse en ronde.

Les danses propres au territoire sont la sautière (pratiquée dans un territoire partagé entre le sud de la Haute-Vienne, l'ouest de la Corrèze et l'est de la Dordogne) et la bourrée, dont la pratique diffère de la bourrée auvergnate, peut-être plus connue (peuvent aussi être évoquées les giattes, bourrées de Combrailles, ou encore la « bourrée des Monédières »).
Comme dans de nombreuses autres régions françaises, les autres danses pratiquées dans les bals sont, parmi les plus communes, la valse, la scottish, la polka et la mazurka, dont il existe un répertoire spécifiquement limousin, ou les bourrées à deux temps.

## Pratiques actuelles

### Lieux et structures
De nombreux accordéonistes bien connus du Limousin, le département de musique traditionnelle du Conservatoire de Limoges (CRR),, le Conservatoire à rayonnement départemental Émile-Goué de la Creuse, le Conservatoire de Tulle, le Centre régional des musiques traditionnelles ou encore quelques associations (Roule… et ferme derrière, Musiqu'à deux, Et la moitié !, Valsaviris...) organisent tout au long de l'année des festivals (Rencontres musicales de Nedde, Balaviris, Semaine occitane), des stages, des concerts et des bals dans toute la région. Le CRMTL, l'Institut d'études occitanes et le département du CRR sont engagés sur des projets de recherche et de valorisation du patrimoine musical.
La musique limousine se transmet et se représente via ces événements festifs réguliers, des ouvrages et une discographie, en Limousin et ailleurs.
Coexistent des praticiens de musique et danse folkloriques (attachés à la reproduction et la conservation de traditions attachées à une époque) et leurs homologues traditionnels, inspirés par les traditions en ce qu'elles constituent une culture vivante et évolutive.

### Musiciens et groupes

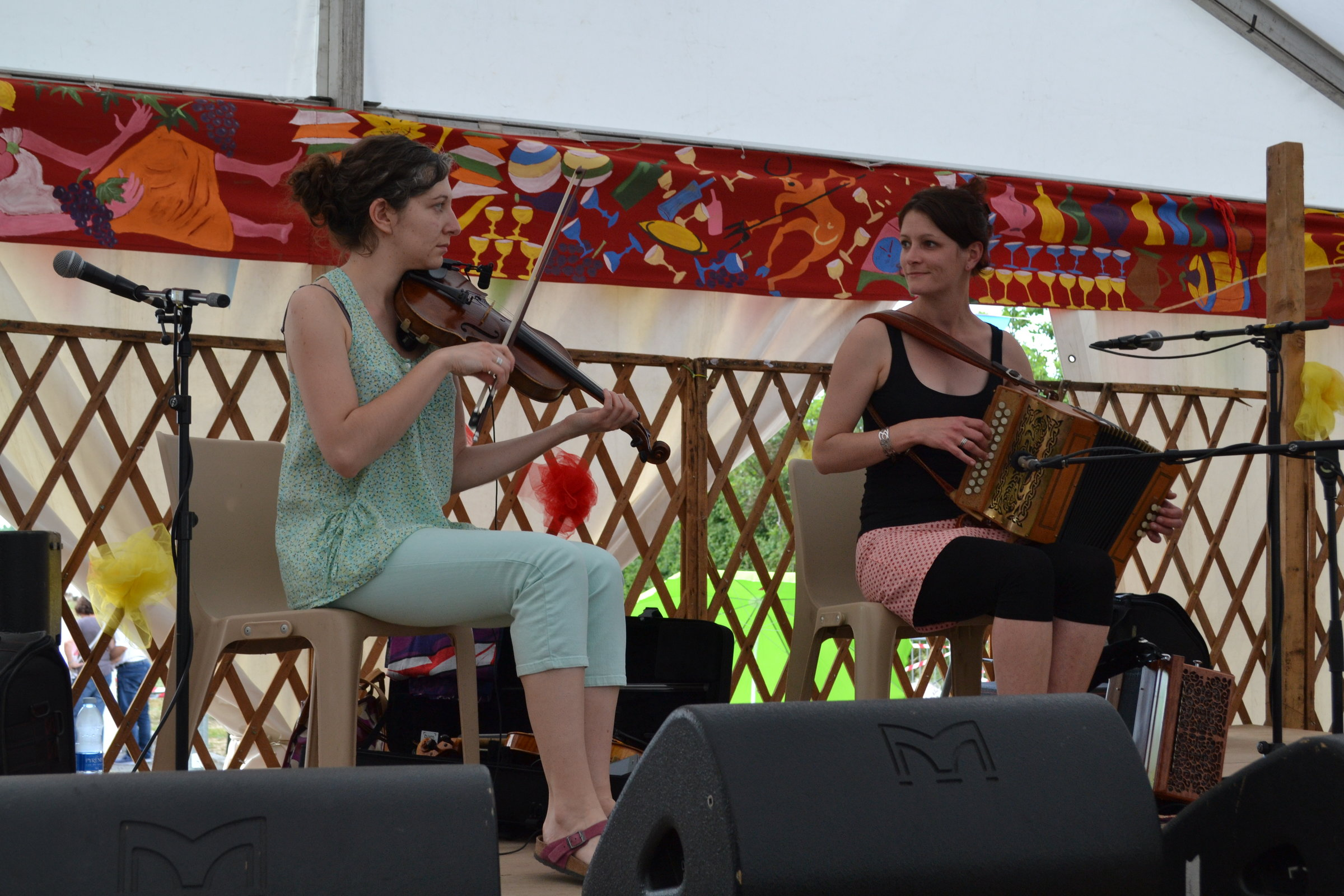
Le duo limousin Rivaud-Lacouchie.

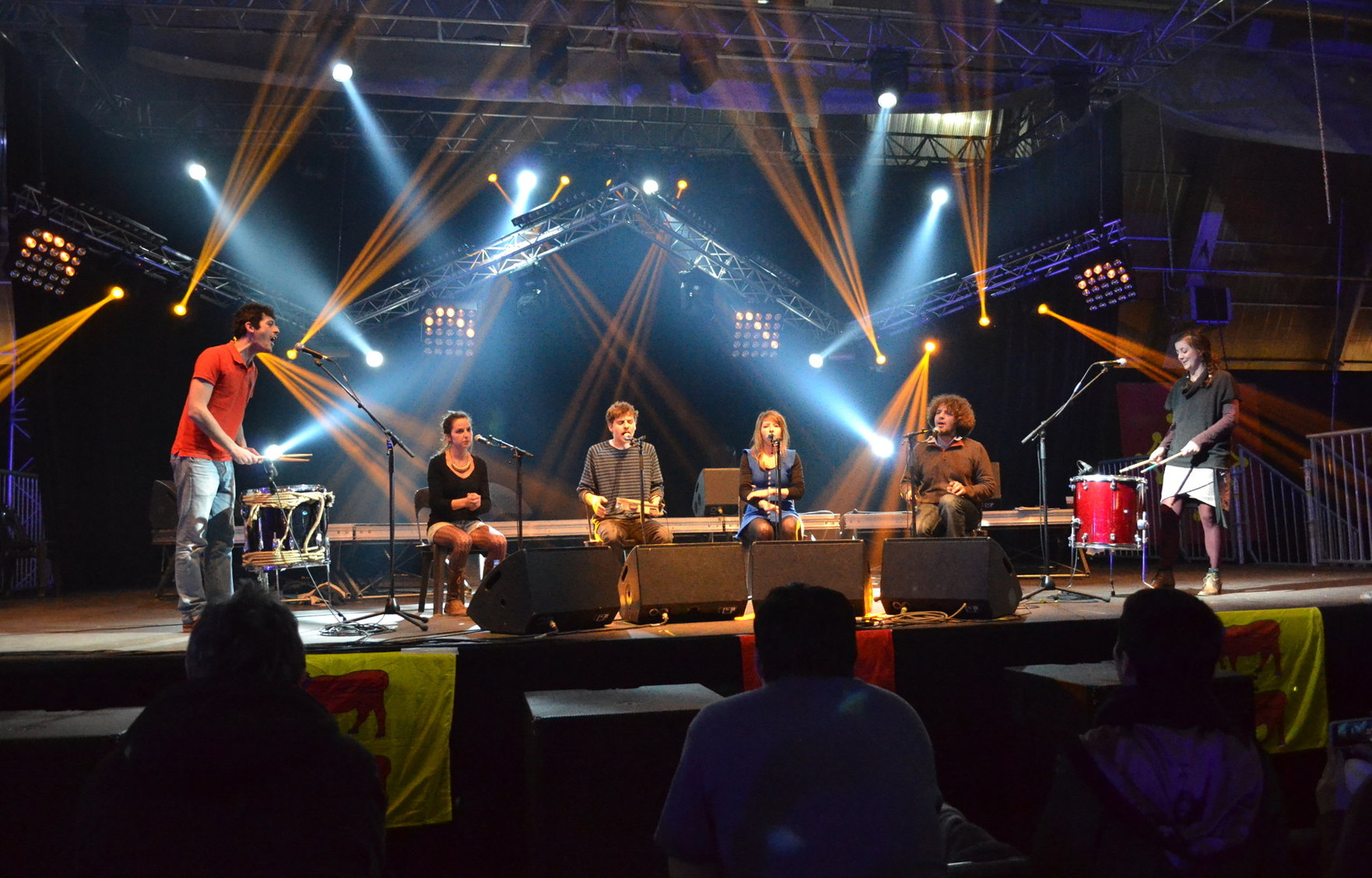
Le groupe corrézien San Salvador.

Un certain nombre de groupes de musiciens traditionnels ou folkloriques contribuent à la popularisation et à la médiatisation des airs et danses du Limousin.
Musiciens traditionnels :
- Les Buveurs d’Encre
- Cadanses folk
- Caniar
- Chantelèbre
- Bernard Comby
- Couleur Chabrette
- Clody Musette
- Jan dau Melhau
- Jean-Marc Delaunay
- Didier Garlaschi
- Jacques Mario
- Didier Mario
- Duo Ancelin-Rouzier
- Duo Rivaud-Lacouchie
- Les fourmis dans les pieds
- Dominique Meunier
- Musiqu'à deux
- Olivier Peirat
- Le plancher tremble
- Roule… et ferme derrière
- San Salvador
- Terras
- Tonton Pinardier
- Tornarem
- Valsaviris
- Félicie Verbruggen
- Les violons de Nedde
- Vira lo chat

Musiciens folkloriques
- L'Eglantino do Lemouzi
- L'Eicola dau Barbichet
- Lou Rossigno do Limouzi
- La Païolle du Pays Dunois
- L’Escola dau Mont-Gargan
- Les Veilhadors de San Junio
- Lou Gerbassou d'Ambazac
- Los Rejauvits de Chabanais
- La Maïade Malemortine
- Los Rescalaires de Lanteuil
- Les Pastourelles de Brive

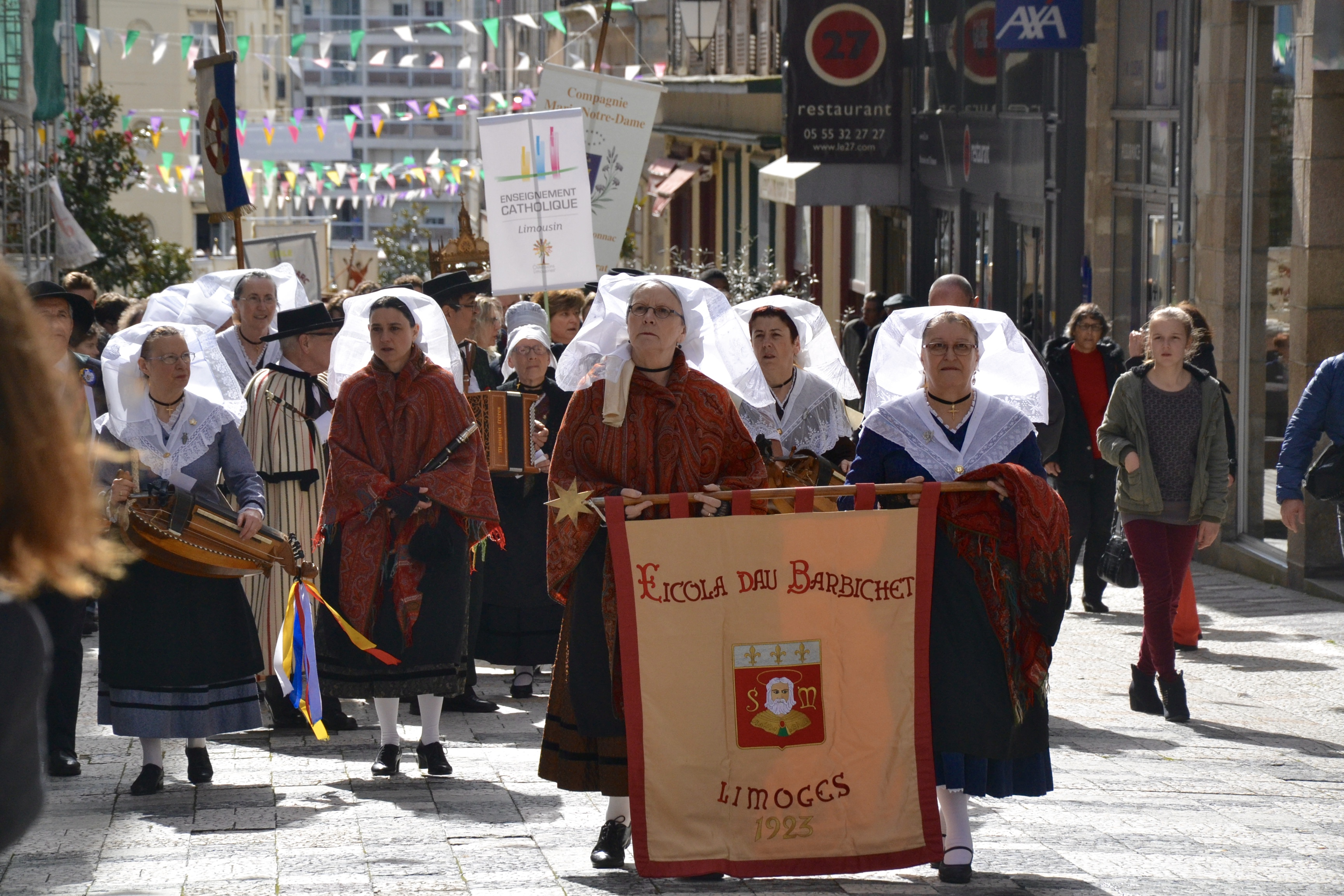
Groupe folklorique de l'Eicola dau barbichet.

- Lo Danseus de Jean do Boueix de Chénérailles
- Lous Compahons de la Borreia

### Métissage et transmissions

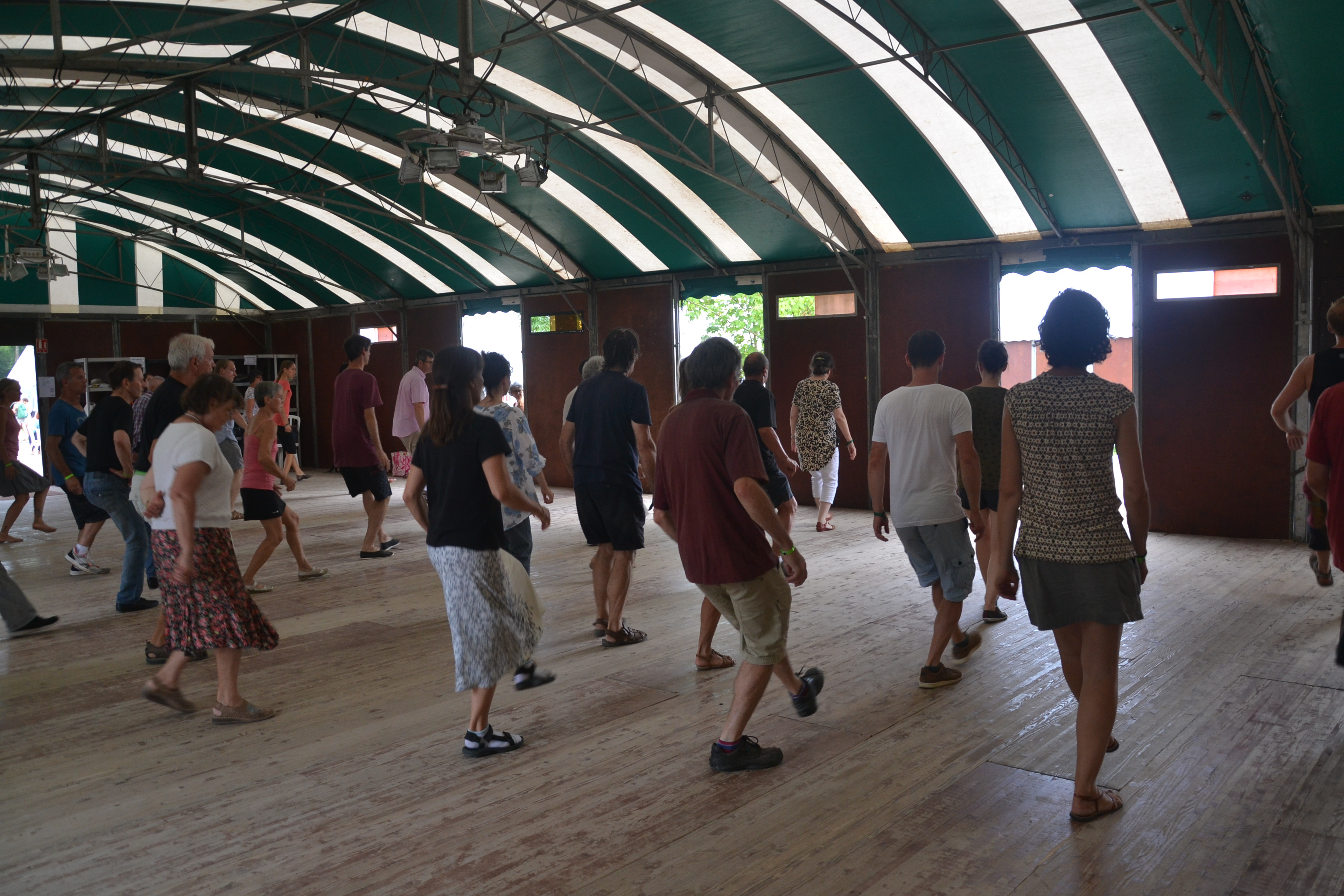
Stage d'apprentissage de la sautière au Grand Bal de l'Europe.

Réappropriées, interprétées par des musiciens qui à partir des années 1970 n'ont plus à voir avec le contexte rural et paysan des origines, exode rural et déprise agricole obligent, les musiques traditionnelles subissent donc un processus d'hybridation et de globalisation qui les enrichissent et les remodèlent,. Ce processus se confirme au début du XXIe siècle avec l'émergence d'une génération qui n'a pas pratiqué les collectages, dans des pratiques relevant souvent plus ou moins de tendances appelées néo-trad, en majorité moins militantes, porteuses de recréations autant appréciées que débattues,. Divers projets de création participent aussi à inscrire les musiques de tradition dans la modernité et le renouvellement. Plusieurs groupes, dont certains membres sont issus des filières diplômantes du Limousin, contribuent aussi à la diffusion et à la vivacité des traditions d'inspiration limousine.
À l'instar de ce qu'on observe ailleurs en France, de nombreux répertoires de musiques et danses d'origines géographiques diverses (Berry, Quercy, Poitou, Bretagne, Pyrénées...) irriguent la pratique limousine, via les bals et les échanges musicaux. Le département de musique traditionnelle de Limoges a également ouvert un cours de cornemuse bulgare.
À l'inverse, le principe des groupes folkloriques demeure la reproduction spectaculaire des danses et airs tels qu'ils ont pu être interprétés à une époque donnée, dans un contexte socio-culturel défini. Réunis en une fédération Marche-Limousin, ces groupes sont eux aussi confrontés au défi de la pérennité de leurs activités. Le dialogue entre musiciens folkloriques et traditionnels est aléatoire : bien des seconds ont appris auprès des premiers, mais leurs modes et lieux d'expression quoique parents demeurent différents, peinant peut-être à leur lisibilité respective.
En dépit de nombreux espaces de transmission et de la création du DEM spécialité musique traditionnelle au Conservatoire de Limoges, la pratique de certaines traditions parmi les plus spécifiques (notamment les danses de bourrée) n'en demeure pas moins en péril relatif. La numérisation du matériau collecté (portail La Biaça de l'Institut d'études occitanes du Limousin, portail Patrimoine oral du Massif central) peut contribuer à sa sauvegarde, sa pérennisation et se retransmission.